# Agostino Vallini
Agostino Vallini (Poli, 17 april 1940) is een Italiaans geestelijke en kardinaal van de Rooms-Katholieke Kerk.
Vallini werd geboren in de provincie Lazio. Hij groeide op in Napels, waar hij het aartsbisschoppelijk seminarie bezocht. Aan de Theologische Faculteit van Zuid Italië (Campus Tomasso d'Aquino), haalde hij een graad in de theologie. Aan de Pauselijke Lateraanse Universiteit promoveerde hij tot doctor utriusque iuris, met een dissertatie over de nieuwe Codex Iuris Canonici.
Vallini werd op 19 juli 1964 tot priester gewijd. Hij ging vervolgens canoniek recht doceren aan de Faculteit van Zuid Italië, waar hij bovendien decaan werd van zijn voormalige campus. Hij werd rector van het aartsbisschoppelijk grootseminarie van Napels, en adviseur van de Katholieke Actie in zijn regio.
Vallini werd op 23 maart 1989 benoemd tot hulpbisschop van Napels en tot titulair bisschop van Tortibulum; zijn bisschopswijding vond plaats op 13 mei 1989. Op 13 november 1999 volgde zijn benoeming tot diocesaan bisschop van het suburbicair bisdom Albano. Op 27 mei 2004 werd hij benoemd tot prefect van de Hoogste Rechtbank van de Apostolische Signatuur.
Vallini werd tijdens het consistorie van 24 maart 2006 kardinaal gecreëerd. Hij kreeg de rang van kardinaal-diaken. Zijn titeldiakonie werd de San Pier Damiani ai Monti di San Paolo. Op 24 februari 2009 werd Vallini bevorderd tot kardinaal-priester. Zijn titeldiakonie werd pro hac vice zijn titelkerk.
Op 27 juni 2008 werd Vallini - als opvolger van Camillo Ruini - benoemd tot kardinaal-vicaris voor het bisdom Rome, tot aartspriester van de Sint-Jan van Lateranen en tot grootkanselier van de Lateraanse Universiteit.
Vallini nam deel aan het conclaaf van 2013, dat leidde tot de verkiezing van paus Franciscus.
Op 8 maart 2014 werd Vallini tevens benoemd tot lid van de Raad voor de Economie, een functie die hij ook na zijn emeritaat, op 26 mei 2017, behield. Hij was van 2017 tot 2025 legaat voor de Sint-Franciscusbasiliek en de basiliek van Onze-Lieve-Vrouw van de engelen in Assisi.
Op 17 april 2020 verloor Vallini - in verband met het bereiken van de 80-jarige leeftijd - het recht om deel te nemen aan een toekomstig conclaaf.
- Gemeinsame Normdatei: 1061041824
- International Standard Name Identifier: 0000 0000 6196 7451
- Library of Congress Control Number: n2015030971
- Nederlandse Thesaurus van Auteursnamen: 069251045
- Istituto Centrale per il Catalogo Unico: CFIV045995
- Système universitaire de documentation: 096873558
- Virtual International Authority File: 89522373
- WorldCat: E39PBJh4wcKmhq6hwGgfwPvbVC